# 川原石站
川原石站（日语：／ Kawaraishi eki */?）是位於廣島縣吳市海岸三丁目8先，西日本旅客鐵道（JR西日本）的吳線車站。車站編號為JR-Y13。

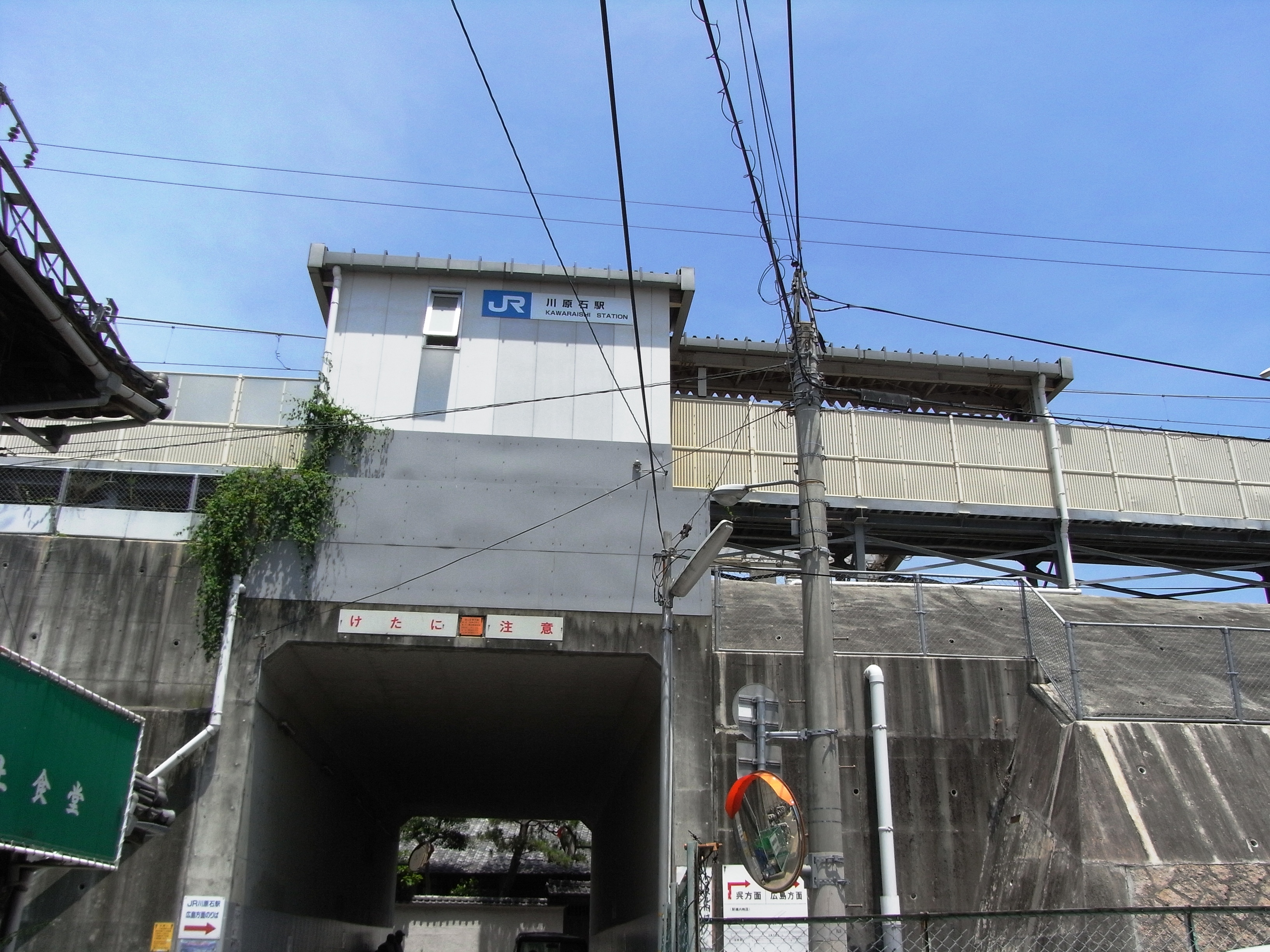
候車室(2008年7月)

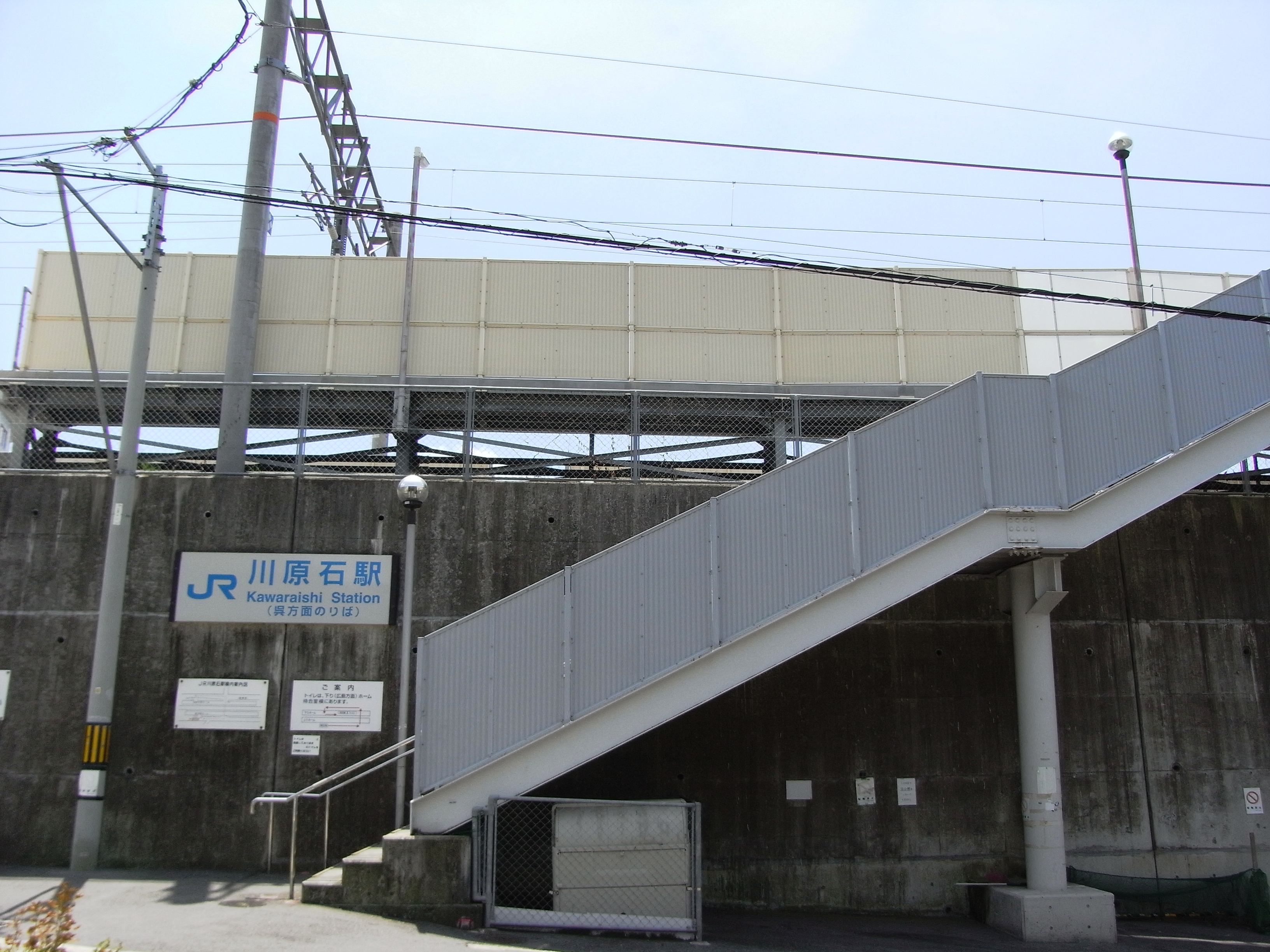
往吳方向的車站入口(2008年7月)

## 歷史
- 1934年（昭和9年）4月1日 - 町總代11名透過商工會議所，向門司鐵道局請願要求建設此車站。
- 1935年（昭和10年）11月24日 - 在吳站至吉浦站之間開設此旅客車站，當時只有1面1線的單式月台。
- 1940年（昭和15年）11月1日 - 停止營業。
- 1958年（昭和33年）8月1日 - 再次營業。
- 1970年（昭和45年）10月1日 - 成為無人車站（簡易委託）。
- 1986年（昭和61年）11月1日 - 實施時間表修正，再沒有通過此站的普通列車。
- 1987年（昭和62年）4月1日 - 伴隨國鐵分割民營化，車站由西日本旅客鐵道（JR西日本）營運。
- 1997年（平成9年）4月3日 - 與吳市簽訂了搬遷車站的施工協議[2]。
- 1999年（平成11年）
  - 2月6日 - 隨著進行路線遷移工程，在8時後坂站至吳站之間暫停營業，使用巴士代行。
  - 2月7日 - 車站由原來場地（吳市海岸二丁目）向廣島一方遷移500米至現地[1]。新站設有列車交會設備（相對式2面2線）[1]。
- 2007年（平成19年）
  - 7月11日 - 車站內設置了可支援ICOCA的簡易IC卡閘機。
  - 9月1日 - 此站開始可以使用IC卡「ICOCA」。
- 2018年（平成30年）
  - 7月6日 - 發生雨災使車站暫停營業。
  - 9月9日 - 廣站至坂站之間重開[注 1][4]。

## 車站構造
本站是位於路堤上的地面車站，設有2面2線的相對式月台，可進行列車交會。上下行線月台各自設有出入口、自動售票機和自動閘機（自動閘機是一座不會開關機的閘機）。本站在路堤上的車站出入口與月台之間設有樓梯級。此站是由吳站管理的無人車站。
此站在未遷移車站前也是一座地面車站，設有1面1線的單式月台，月台可容納6卡車廂、8卡編成或以上的普通電車會通過，隨著8卡編成的列車進行改良，再沒有普通電車通過此站。隨後於1999年，車站向廣島一方遷移。舊車站内原設有男女共用旱廁，現時改為男女共用濕廁。

### 月台
| 月台 | 路線 | 上下行 | 方向             |
| ---- | ---- | ------ | ---------------- |
| 北邊 | 吳線 | 上行   | 吳、竹原方向     |
| 南邊 | 吳線 | 下行   | 海田市、廣島方向 |

在旅客資訊上沒有編排月台編號。

## 使用狀況
以下為1日平均乘車人次：
| 年度               | 1日平均 乘車人次 |
| ------------------ | ---------------- |
| 1999年（平成11年） | 768              |
| 2000年（平成12年） | 807              |
| 2001年（平成13年） | 804              |
| 2002年（平成14年） | 783              |
| 2003年（平成15年） | 775              |
| 2004年（平成16年） | 757              |
| 2005年（平成17年） | 699              |
| 2006年（平成18年） | 687              |
| 2007年（平成19年） | 742              |
| 2008年（平成20年） | 790              |
| 2009年（平成21年） | 753              |
| 2010年（平成22年） | 687              |
| 2011年（平成23年） | 678              |
| 2012年（平成24年） | 640              |
| 2013年（平成25年） | 621              |
| 2014年（平成26年） | 622              |
| 2015年（平成27年） | 648              |
| 2016年（平成28年） | 643              |
| 2017年（平成29年） | 610              |
| 2018年（平成30年） | 495              |

## 車站周邊
- 國道31號
- 吳市立港町小學
- 廣電巴士（日语：広電バス）「海岸3丁目」巴士站

## 相鄰車站
西日本旅客鐵道（JR西日本）
 吳線
■快速「通勤快車」、■快速「安藝路快車」
通過
■普通
吳（JR-Y14）－川原石（JR-Y13）－吉浦（JR-Y12）

## 注腳

## 外部連結
- 川原石｜車站資訊：JR出門網 - 西日本旅客鐵道（日語）